# Edicola di San Carlo Borromeo
L'edicola di San Carlo Borromeo è un capitello votivo situato a Busto Arsizio, in via Giacomo Matteotti, originariamente denominata contrada Pessina, nei pressi della casa Canavesi-Bossi (anche chiamata "Conventino"). Sorge dove un tempo si trovavano probabilmente un pozzo pubblico e un monastero, oggi demolito, in una posizione cruciale, in quanto la strada era passaggio di processioni che dalle chiese di Santa Maria e San Giovanni raggiungevano la chiesa di San Michele Arcangelo.
La costruzione dell'edicola risale alla metà del XVII secolo, a pochi anni dalla morte di San Carlo, al quale i cittadini di Busto Arsizio erano particolarmente devoti. Si tratta di un tempietto formato da tre arcate con volta a crociera sorrette da quattro colonne che poggiano su plinti in pietra. La parete di fondo è in comune con la casa a cui l'edicola è addossata e probabilmente in origine condivideva con essa anche la copertura in coppi, oggi sostituita con un lastrico in rame a quattro spioventi. Al centro della cappella si trova la statua raffigurante il santo risalente al 1892, anno in cui fu qui posizionata, durante dei lavori di restauro, a sostituzione di una più antica opera pittorica andata perduta. La statua tiene la mano sinistra alzata ad impugnare il pastorale, andato perduto.
La statua di San Carlo Borromeo è in gesso finemente lavorato, tanto che i pizzi della veste sembrano essere realizzati in vera stoffa. Alle spalle della statua si trovano volti di angeli, anch'essi in gesso, che circondano il santo. A chiudere l'edicola è posto un cancelletto in ferro battuto settecentesco. Allo stesso periodo apparterrebbe anche l'altare in marmo posto davanti alla statua.